# Hermannia montana
Hermannia montana är en malvaväxtart som beskrevs av Nicholas Edward Brown. Hermannia montana ingår i släktet Hermannia och familjen malvaväxter. Inga underarter finns listade i Catalogue of Life.